# Red Hat
Pour les articles homonymes, voir Red hat.
Red Hat est une société américaine éditant des distributions Linux. Elle est l'une des entreprises dédiées aux logiciels open source les plus importantes et les plus reconnues dans le monde. Elle constitue également le premier distributeur du système d'exploitation GNU/Linux. Elle est principalement connue pour Red Hat Enterprise Linux, un système d'exploitation destiné aux entreprises.
Red Hat a été fondée en 1993 et son siège social se trouve à Raleigh en Caroline du Nord. Elle est une filiale d'IBM depuis 2018. Elle possède des bureaux dans le monde entier.

## Historique

### Fondation: 1993
En 1993, Bob Young lance l'AAC Corporation, une société ayant pour but de vendre des accessoires logiciels pour Linux et Unix. Puis en 1994, Marc Ewing a créé sa propre version de Linux, qu'il a appelé Red Hat Linux. Ewing l'a publiée en octobre et elle a été connue pour avoir été la version Halloween. Young a acheté l'affaire d'Ewing en 1995, et les deux entreprises ont fusionné pour donner l'entreprise Red Hat Software dirigée par Young comme Chief executive officer.
L'origine du nom de Red Hat remonte au penchant de Marc Ewing pour les chapeaux rouges, en particulier un chapeau lacrosse de la Cornell University qui lui a  été offert par son grand-père alors qu'il était étudiant à la Carnegie Mellon University,. Le rouge du chapeau rouge Fedora est associé symboliquement avec l'idée de libération et de remise en cause de l'autorité hiérarchique, voire désigne en anglais quelqu'un qui s'introduit dans une zone sécurisée pour informer ensuite le propriétaire qu'il peut réparer les failles de sécurité s'il l'engage.

### Introduction en bourse et expansion: 1999
Red Hat a été introduite en bourse le 11 août 1999. Matthew Szulik a succédé à Bob Young comme CEO en novembre de cette année,.
Le 15 novembre 1999, Red Hat rachète Cygnus Solutions, qui proposait une assistance commerciale pour les logiciels libres et de la maintenance pour certains produits GNU comme le GNU Debugger et GNU binutils. Michael Tiemann a travaillé comme Chief Technical Officer de Red Hat et occupe actuellement les fonctions de vice-président des affaires open source.
En février 2002, le siège social de l'entreprise quitte Durham pour le campus de l'université d'État de Caroline du Nord.
En mars 2002, Red Hat présente le premier système d'exploitation de type entreprise : Red Hat Advanced Server qui a été renommé Red Hat Enterprise Linux (RHEL)  par la suite. Les entreprises Dell, IBM, HP et Oracle Corporation ont annoncé leur soutien pour cette plateforme.[réf. nécessaire]
En décembre 2005, Red Hat apparaît première du classement du magazine CIO Insight pour la deuxième fois consécutive. L’entreprise reste en tête de ce classement en 2006 et 2007.
Les actions Red Hat font leur entrée dans le NASDAQ-100 le 19 février 2005.
Le 5 juin 2006, Red Hat rachète JBoss, un fournisseur d'intergiciels open source.
Le 12 décembre 2006, Red Hat quitte le NASDAQ sous l'abréviation RHAT pour le New York Stock Exchange sous l'abréviation RHT.
Le 18 juin 2014, Red Hat rachète eNovance, un leader de l'intégration d'Openstack.
Le 16 octobre 2015, Red Hat rachète  Ansible,, un outil populaire d'automatisation de script.
Le 22 juin 2016, Red Hat rachète  la société 3Scale qui fournit des solutions de gestions d'API (API Management).
Le 25 mai 2017, Red Hat rachète la société Codenvy, un des principaux contributeurs du logiciel open source Eclipse Che de la Fondation Eclipse. Cela permet à Red Hat d'enrichir son offre d'outils pour développeurs. Il est dans un premier temps intégré à openshift.io, la plateforme de développement en ligne qui permet de faciliter la création et le déploiement de service cloud,.
Le 30 janvier 2018, Red Hat rachète la société CoreOS. CoreOS est une société spécialisée dans les conteneurs applicatifs. Elle propose notamment la distribution linux CoreOS qui est spécialisée dans les conteneurs applicatifs. Selon Red Hat, le but de cette acquisition est d’accélérer l'adoption et le développement d'une plateforme de cloud hybride pour les usages moderne en combinant les technologies de CoreOS avec les technologies OpenShift .

### Rachat par IBM: 2018

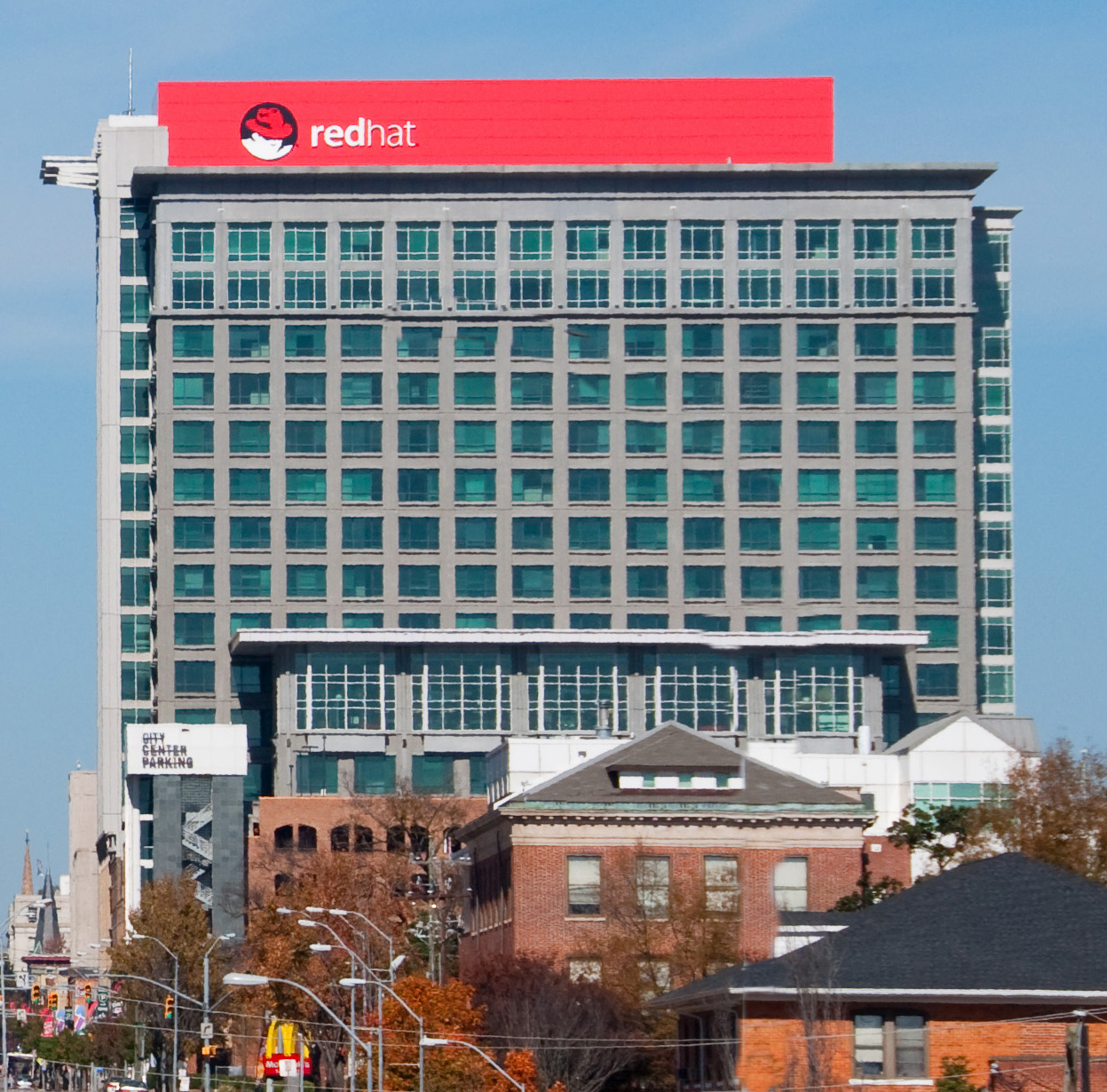
Siège social de l'entreprise

Le 28 octobre 2018, IBM annonce faire l’acquisition de Red Hat pour un montant de 34 milliards de dollars. Selon le Président de Red Hat, cette dernière ne devait pas souffrir d'une perte d'autonomie à l'issue de l'acquisition. En juin 2019, les autorités européennes donnent leur feu vert et officialisent ce rachat. Jim Whitehurst (en) devient le président d'IBM trois mois après le rachat, et démissionne de ce poste le 2 juillet 2021 générant des incertitudes sur la compatibilité des deux cultures d'entreprise. Le rachat par IBM marque pour certains un tournant du positionnement de l'entreprise dans le monde de l'open source, ce que confirme fin 2020 l'abandon du développement de CentOS une distribution GNU/Linux basée sur RHEL et qui permettait aux entreprises de faire fonctionner RHEL sans acheter de licence. Cet abandon a suscité des critiques parmi les adeptes de l'open source. Quelques distributions dérivées existent cependant pour offrir les mêmes fonctionnalités que CentOS mais qui nécessitent une distribution alternative, telles que AlmaLinux ou Rocky Linux.

### Red Hat et open source
En 2020 Red Hat publie des directives pour officialiser des pratiques en cours entre la communauté libriste et l'entreprise. Ce document officialise la possibilité pour le personnel de l'entreprise de participer à des projets libristes, considérant qu'il n'y a pas de conflits d'intérêts à long terme et que le modèle de l'open source appelle la collaboration entre projets,.
En mars 2022, Red Hat publie les résultats de son enquête annuelle « The State of Enterprise Open Source » menée auprès des actrices du monde des affaires de  l'open source, confirmant une meilleure connaissance de la part des entreprises pour le modèle de l'open source, ce qui se traduit par un recul des arguments en défaveur du logiciel libre fondé sur des arguments de sécurité, et la volonté affichée de entreprises qui font le choix de l'open source de bénéficier des transferts de savoir que constitue l'accès au code source pour son personnel.

### Licenciements de 2023
En avril 2023 Red Hat annonce une vague de licenciement de près de 5% de son effectif (20 000 personnes au total) touchant à peu près 800 personnes. Cette annonce génère des protestations et la création d'un mouvement syndical à l'intérieur de l'entreprise,notamment en France.

## Le projet Fedora
La distribution phare de Red Hat - RHEL - n'étant (contrairement à la plupart des distributions Linux) pas livrée gratuitement dans son format binaire, Fedora a été créée par Red Hat pour être une distribution GNU/Linux communautaire. La communauté qui gère ce projet est constituée à la fois du personnel de Red Hat et de bénévoles. Red Hat présente le projet Fedora comme un laboratoire pour développer de nouvelles fonctionnalités qui sont plus tard incluses dans la distribution commerciale de Red Hat.[réf. nécessaire]

## Modèle économique
Red Hat vend des abonnements d'assistance, de formations et de services d'intégration personnalisés pour les clients utilisant des logiciels open source,.

## Programmes et projets

### Un ordinateur portable par enfant
Les ingénieurs de Red Hat participent à l'opération One Laptop per Child.

### Dogtail
Dogtail est un logiciel de test d'IHM libre et gratuit (sous licence GPL), écrit en Python et destiné aux développeurs.

### Ceylon
Ceylon est un langage de programmation open-source qui peut être compilé soit comme bytecode Java, soit en Javascript.[réf. nécessaire]

### CEPH Storage
Ceph et GlusterFS sont deux plateformes de stockage évolutives open source qui permettent aux équipes informatiques de mettre en place un stockage évolutif dans le nuage ou sur site. Ces solutions sont utiles pour les entreprises qui doivent stocker de grosses quantités de données sans avoir à payer ou être contraintes de s'enfermer dans un service de cloud public.

## Personnalités notables
- Emma Haruka Iwao, informaticienne japonaise.
- Richard Fontana (avocat) (en), avocat
- Bob Young
- Marc Ewing
- Jim Whitehurst (en)

## Identité visuelle

Ancien logo.
Logo actuel.

### Ouvrages
- Mikaël. Pirio, Linux Red Hat Fedora, TCP/IP : les services réseaux, Éditions ENI, 2004 (ISBN 2-7460-2474-8 et 978-2-7460-2474-8, OCLC 181343300, lire en ligne).
- (en) Lee Chao, Utilizing open source tools for online teaching and learning : applying Linux technologies, Information Science Reference, 2009 (ISBN 978-1-60566-377-7, 1-60566-377-8 et 1-282-13067-6, OCLC 369222032, lire en ligne).
- (en) Wendy Goldman Rohm et Inc Red Hat, Under the radar : how Red Hat changed the software business-- and took Microsoft by surprise, Coriolis, 1999 (ISBN 1-57610-506-7 et 978-1-57610-506-1, OCLC 42027509, lire en ligne).
- (en) Michael B. Arthur et Valerie J. Lindsay, Knowledge at work : creative collaboration in the global economy, Blackwell Pub, 2006 (ISBN 978-1-4051-7269-1, 1-4051-7269-X et 1-280-74327-1, OCLC 86070289, lire en ligne).
- (en) Kerry Herman, Red Hat and the Linux Revolution, Harvard Business School Publishing, 1999 (lire en ligne).
- (en) Chris DiBona, Sam Ockman et Mark Stone, Open sources : voices from the open source revolution, 1999 (ISBN 978-0-596-80451-0, 0-596-80451-2 et 978-1-56592-914-2, OCLC 44960358, lire en ligne).
- (en) Mark Stone et Danese Cooper, Open Sources 2.0 : the continuing evolution, O'Reilly, 2005 (ISBN 0-596-00802-3, 978-0-596-00802-4 et 978-0-596-51555-3, OCLC 64549862, lire en ligne).

### Articles
- (en) « Giving it Away: How Red Hat Software Stumbled Across a New Economic Model and Helped Improve an Industry », sur doi.org (DOI 10.3998/3336451.0004.304, consulté le 23 mars 2022).
- (en) Neeshal Munga, Thomas Fogwill et Quentin Williams, « The adoption of open source software in business models: a Red Hat and IBM case study », Proceedings of the 2009 Annual Research Conference of the South African Institute of Computer Scientists and Information Technologists, Association for Computing Machinery, sAICSIT '09,‎ 12 octobre 2009, p. 112–121 (ISBN 978-1-60558-643-4, DOI 10.1145/1632149.1632165, lire en ligne, consulté le 22 mars 2022).
- (en) James W. Lindenschmidt, « A Barn raising in Cyberspace : Linux And The Free Software Movement ».